# Euphrasia juzepczukii
Euphrasia juzepczukii är en snyltrotsväxtart som beskrevs av Denissova. Euphrasia juzepczukii ingår i släktet ögontröster, och familjen snyltrotsväxter. Inga underarter finns listade i Catalogue of Life.